# Millenniumi problémák
A millenniumi problémák hét olyan matematikai problémát takar, amelyek megoldására 2000-ben magas pénzjutalommal járó díjat alapított az amerikai Clay Matematikai Intézet. Ezek közül hat még mindig megfejtésre vár, amellyel a kiváló matematikusok a dicsőségen túl az egyenként egymillió amerikai dollárt is elnyerhetik. A Poincaré-sejtést Grigorij Jakovlevics Perelman 2002-ben már megoldotta.

## A problémák
- Birch és Swinnerton-Dyer-sejtés
- Hodge-sejtés
- Navier–Stokes-egyenletek
- P versus NP probléma
- Poincaré-sejtés – Grigorij Jakovlevics Perelman már megoldotta
- Riemann-sejtés
- Yang–Mills-elmélet

## A problémák leírása

### Birch és Swinnerton-Dyer-sejtés
A Birch és Swinnerton-Dyer sejtés a racionális számok fölötti elliptikus görbékhez kapcsolódik, és azt kérdezi, hogy az elliptikus egyenleteknek véges vagy végtelen sok racionális megoldása van-e. Azt már tudjuk, hogy nincs megoldóképlet ezekre a megoldásokra.
A hivatalos megfogalmazás Andrew Wilestől származik.

### Hodge-sejtés
A Hodge-sejtés az algebrai geometria legfontosabb sejtése. A nem szinguláris komplex algebrai varietásokról és részvarietásaikról szól. A sejtés szerint bizonyos de Rham-féle kohomológiaosztályok algebraiak, és megegyeznek a részvarietások homológiaosztályainak Poincaré-duálisának összegével.
A speciálisabb hivatalos megfogalmazás Pierre Deligne műve. Itt projektív varietásokról van szó, és a Hodge-ciklusoknak az algebrai ciklusok racionális lineáris kombinációjának kell lennie.

### Navier–Stokes-egyenletek
A Navier–Stokes-egyenletek a folyadékok mozgását írják le. Habár az egyenleteket már a 19. században ismerték, a részletes elmélet még mindig nincs kidolgozva.
A feladatot Charles Fefferman fogalmazta meg.

### P=NP probléma
Egy feladat P-ben van, ha megoldható determinisztikus polinom idejű algoritmussal. Egy feladat NP-beli, ha megoldható nem determinisztikus polinom idejű algoritmussal, ami azt jelenti, hogy megoldása polinom idejű determinisztikus algoritmussal ellenőrizhető. Látszik, hogy a P-ben levő feladatok NP-beliek is, hiszen a megoldó algoritmus bizonyítja is, hogy a megoldás helyes. A kérdés az, hogy az NP-beli feladatok mind P-beliek-e. A sejtés az, hogy NP nem egyenlő P-vel.
A kérdést gyakran a legfontosabb matematikai problémának tekintik. Megoldása messzemenő következményekkel járna nemcsak a matematikában, a kriptográfiában és a számítástudományban, hanem más tudományokban és a filozófiában is.

### Poincaré-sejtés
A sokáig igazolatlan sejtés a topológia nevezetes problémája volt. Azt állítja, hogy bármely egyszeresen összefüggő háromdimenziós zárt sokaság homeomorf S3-mal, a háromdimenziós gömbfelülettel. Érdekessége, hogy az állítást már az 1960-as években belátták más dimenziókra, csak a háromdimenziós eset állt ellen, mert három dimenzióban nem működtek a más dimenziókban használt módszerek.
Az orosz tudományos akadémia Sztyeklov intézetének munkatársa, Grigorij Perelman 2002-ben megoldotta a sejtést, 2010-ben pedig megkapta érte a Clay Intézet Millennium-díját, amit azonban nem volt hajlandó átvenni. A megoldást az interneten publikálta, ezért meg is változtatták a díj átvételének feltételét, ugyanis a megoldásnak egy matematikai lapban kellett volna megjelennie. Azóta újabb bizonyításokat is találtak.

### Riemann-sejtés
A nevezetes Riemann-sejtés a komplex Riemann-féle zéta-függvény nem valós komplex gyökeiről szól. Azt állítja, hogy az összes ilyen gyök valós része 1/2. Megoldásának messzemenő következményei lennének a számelméletben, különösen a prímszámok eloszlásában. Ha a sejtés nem igaz, akkor a prímszámok eloszlása nem olyan egyenletes, mint ahogy feltételezik.
A Riemann-sejtés Hilbert listáján is szerepel.
Hivatalos megfogalmazása Enrico Bombieritől származik.

### Yang–Mills-elmélet
A fizikában a Yang–Mills-elmélet Maxwell elméletének általánosítása. Az elmélet a szín-elektromágneses mezőről szól, ahol a színek hordozzák a töltéseket. A klasszikus mezőelmélet szerint a hatás fénysebességgel terjed, ami tömeg nélküli közvetítő részecskékre, gluonokra utal. A színbebörtönzés elmélete szerint azonban a gluonok nem mozoghatnak szabadon, hanem tömeggel bíró részecskékbe vannak zárva. A bezártság egy másik aspektusa az aszimptotikus szabadság, ami lehetővé teszi az elmélet alkalmazását kis energiák esetén is. A feladat az elmélet szigorú megalapozása.
A hivatalos megfogalmazás Arthur Jaffe és Edward Witten keze műve.

## Fordítás
Ez a szócikk részben vagy egészben  a   Millennium Prize Problems című angol Wikipédia-szócikk fordításán alapul.  Az eredeti cikk szerkesztőit annak laptörténete sorolja fel. Ez a jelzés csupán a megfogalmazás eredetét és a szerzői jogokat jelzi, nem szolgál a cikkben szereplő információk forrásmegjelöléseként.

## Külső hivatkozások
- http://www.claymath.org/millennium/ Archiválva 2008. január 8-i dátummal a Wayback Machine-ben
- https://web.archive.org/web/20071220065718/http://www.kfki.hu/chemonet/TermVil/tv2000/tv0008/matek.html